# Championnats d'Europe d'athlétisme 2022
Navigation
Les 25es Championnats d'Europe d'athlétisme se déroulent du 15 au 21 août 2022 à Munich, en Allemagne. L'édition précédente, programmée en 2020 à Paris, a été annulée en raison de la pandémie de COVID-19. Les épreuves sur piste se déroulent au sein du Stade olympique de Munich. Ces championnats font partie des Championnats sportifs européens 2022.

## Organisation

### Sélection de la ville hôte
La ville de Munich est désignée ville hôte des Championnats d'Europe d'athlétisme 2022 le 12 novembre 2019 dans le cadre de l'organisation des Championnats sportifs européens 2022, compétition qui consiste en l'organisation concomitante de plusieurs championnats d'Europe. Elle succède à la ville allemande de Berlin, où se sont déroulés les derniers championnats d'Europe en plein air, en 2018, et ce après l'annulation de ceux prévus en 2020 à Paris en raison de la Pandémie de Covid-19.
Munich a déjà accueilli cette compétition en 2002. Elle a également été le siège des épreuves d'athlétisme des Jeux olympiques d'été de 1972.

### Sites des compétitions

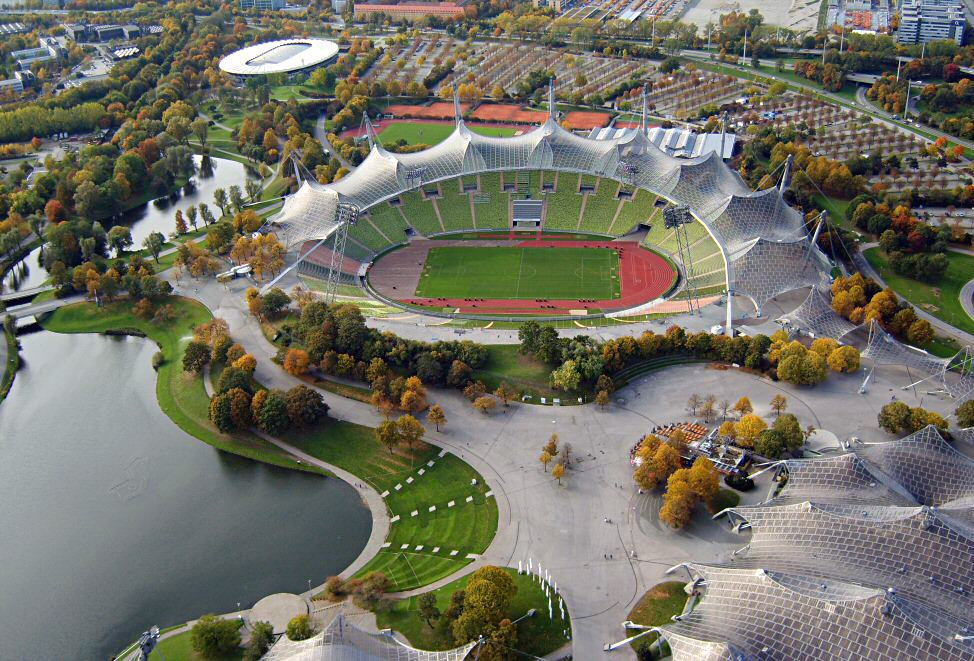
Le Stade olympique de Munich.

Les épreuves sur piste et les concours se déroulent au sein du Stade olympique de Munich.
Les deux marathons, masculin et féminin, se déroulent sur un circuit urbain avec un départ et une arrivée située à l'Odeonsplatz. Les principaux points d'intérêt le long de l'itinéraire sont le Siegestor, la Cathédrale Notre-Dame, la Marienplatz, le Viktualienmarkt, l'Ange de la paix et la Tour chinoise.
Les épreuves du 20 km marche se déroulent sur un circuit longeant l'avenue Ludwigstraße, de l'Odeonsplatz au sud à la Professor-Huber-Platz au nord. Les épreuves du 35 km marche se déroulent sur le même circuit avec un tour supplémentaire plus court.

### Calendrier
Calendrier des championnats d'Europe 2022 :
| S | Séries | Q | Qualifications | ½ | Demi-finales | F | Finale |  | Matin |  | Soir |

| Date →            | Lu 15 | Lu 15 | Ma 16 | Ma 16 | Ma 16 | Me 17 | Me 17 | Me 17 | Je 18 | Je 18 | Ve 19 | Ve 19 | Sa 20 | Sa 20 | Di 21 |
| ----------------- | ----- | ----- | ----- | ----- | ----- | ----- | ----- | ----- | ----- | ----- | ----- | ----- | ----- | ----- | ----- |
| Épreuves ↓        |       |       |       |       |       |       |       |       |       |       |       |       |       |       |       |
| 100 m             | S     |       |       | ½     | F     |       |       |       |       |       |       |       |       |       |       |
| 200 m             |       |       |       |       |       |       |       |       | S     | ½     |       | F     |       |       |       |
| 400 m             |       | S     | ½     |       |       |       | F     | F     |       |       |       |       |       |       |       |
| 800 m             |       |       |       |       |       |       |       |       | S     |       |       | ½     |       |       | F     |
| 1 500 m           |       | S     |       |       |       |       |       |       |       | F     |       |       |       |       |       |
| 5 000 m           |       |       |       | F     | F     |       |       |       |       |       |       |       |       |       |       |
| 10 000 m          |       |       |       |       |       |       |       |       |       |       |       |       |       |       | F     |
| Marathon          | F     |       |       |       |       |       |       |       |       |       |       |       |       |       |       |
| 110 m haies       |       |       | S     |       |       |       | ½     | F     |       |       |       |       |       |       |       |
| 400 m haies       |       |       |       |       |       | S     |       |       | ½     |       |       | F     |       |       |       |
| 3 000 m steeple   |       |       | S     |       |       |       |       |       |       |       |       | F     |       |       |       |
| 4 × 100 m         |       |       |       |       |       |       |       |       |       |       | S     |       |       |       | F     |
| 4 × 400 m         |       |       |       |       |       |       |       |       |       |       | S     |       |       | F     |       |
| 20 km marche      |       |       |       |       |       |       |       |       |       |       |       |       | F     |       |       |
| 35 km marche      |       |       | F     |       |       |       |       |       |       |       |       |       |       |       |       |
| Saut en longueur  | Q     |       |       | F     | F     |       |       |       |       |       |       |       |       |       |       |
| Triple saut       |       | Q     |       |       |       |       | F     | F     |       |       |       |       |       |       |       |
| Saut en hauteur   |       |       |       | Q     | Q     |       |       |       |       | F     |       |       |       |       |       |
| Saut à la perche  |       |       |       |       |       |       |       |       | Q     |       |       |       |       | F     |       |
| Lancer du poids   | Q     | F     |       |       |       |       |       |       |       |       |       |       |       |       |       |
| Lancer du disque  |       |       |       |       |       | Q     |       |       |       |       |       | F     |       |       |       |
| Lancer du marteau |       |       |       |       |       | Q     |       |       |       | F     |       |       |       |       |       |
| Lancer du javelot |       |       |       |       |       |       |       |       |       |       | Q     |       |       |       | F     |
| Décathlon         | F     | F     | F     | F     | F     |       |       |       |       |       |       |       |       |       |       |

| Date →            | Lu 15 | Lu 15 | Ma 16 | Ma 16 | Ma 16 | Me 17 | Me 17 | Je 18 | Je 18 | Ve 19 | Ve 19 | Sa 20 | Sa 20 | Di 21 | Di 21 |
| ----------------- | ----- | ----- | ----- | ----- | ----- | ----- | ----- | ----- | ----- | ----- | ----- | ----- | ----- | ----- | ----- |
| Épreuves ↓        |       |       |       |       |       |       |       |       |       |       |       |       |       |       |       |
| 100 m             | S     |       |       | ½     | F     |       |       |       |       |       |       |       |       |       |       |
| 200 m             |       |       |       |       |       |       |       | S     | ½     |       | F     |       |       |       |       |
| 400 m             |       | S     | ½     |       |       |       | F     |       |       |       |       |       |       |       |       |
| 800 m             |       |       |       |       |       |       |       | S     |       | ½     |       |       | F     |       |       |
| 1 500 m           |       |       | S     |       |       |       |       |       |       |       | F     |       |       |       |       |
| 5 000 m           |       |       |       |       |       |       |       |       | F     |       |       |       |       |       |       |
| 10 000 m          |       | F     |       |       |       |       |       |       |       |       |       |       |       |       |       |
| Marathon          | F     |       |       |       |       |       |       |       |       |       |       |       |       |       |       |
| 100 m haies       |       |       |       |       |       |       |       |       |       |       |       |       | S     | ½     | F     |
| 400 m haies       |       |       |       |       |       | S     |       | ½     |       |       | F     |       |       |       |       |
| 3 000 m steeple   |       |       |       |       |       |       |       | S     |       |       |       |       | F     |       |       |
| 4 × 100 m         |       |       |       |       |       |       |       |       |       | S     |       |       |       | F     | F     |
| 4 × 400 m         |       |       |       |       |       |       |       |       |       | S     |       |       | F     |       |       |
| 20 km marche      |       |       |       |       |       |       |       |       |       |       |       | F     |       |       |       |
| 35 km marche      |       |       | F     |       |       |       |       |       |       |       |       |       |       |       |       |
| Saut en longueur  |       |       | Q     |       |       |       |       |       | F     |       |       |       |       |       |       |
| Triple saut       |       |       |       |       |       | Q     |       |       |       |       | F     |       |       |       |       |
| Saut en hauteur   |       |       |       |       |       |       |       |       |       | Q     |       |       |       | F     | F     |
| Saut à la perche  | Q     |       |       |       |       |       | F     |       |       |       |       |       |       |       |       |
| Lancer du poids   | Q     | F     |       |       |       |       |       |       |       |       |       |       |       |       |       |
| Lancer du disque  |       | Q     |       | F     | F     |       |       |       |       |       |       |       |       |       |       |
| Lancer du marteau |       |       | Q     |       |       |       | F     |       |       |       |       |       |       |       |       |
| Lancer du javelot |       |       |       |       |       |       |       | Q     |       |       |       |       | F     |       |       |
| Heptathlon        |       |       |       |       |       | F     | F     | F     | F     |       |       |       |       |       |       |

## Compétition

### Critères de qualification
La période de qualification s'étend du 27 janvier 2021 jusqu'au 26 juillet 2022 pour le marathon, le 10 000 m, le 20 km marche, le 35 km marche et les épreuves combinées, et s'étend du 1er janvier 2021 au 26 juillet 2022 pour les épreuves de relais. Pour les autres épreuves, la période de qualification est comprise entre le 27 juillet 2021 et le 26 juillet 2022.
| Épreuve              | Hommes          | Femmes          |
| -------------------- | --------------- | --------------- |
| 100 m                | 10 s 16         | 11 s 24         |
| 200 m                | 20 s 43         | 23 s 05         |
| 400 m                | 45 s 70         | 51 s 70         |
| 800 m                | 1 min 45 s 90   | 2 min 0 s 40    |
| 1 500 m              | 3 min 36 s 00   | 4 min 6 s 00    |
| 5 000 m              | 13 min 24 s 00  | 15 min 25 s 00  |
| 10 000 m             | 28 min 15 s 00  | 32 min 20 s 00  |
| Marathon             | 2 h 14 min 30 s | 2 h 32 min 0 s  |
| 3 000 m steeple      | 8 min 30 s 00   | 9 min 39 s 00   |
| 110/100 m haies      | 13 s 50         | 12 s 93         |
| 400 m haies          | 48 s 50         | 55 s 85         |
| Saut en hauteur      | 2,30 m          | 1,95 m          |
| Saut à la perche     | 5,75 m          | 4,60 m          |
| Saut en longueur     | 8,10 m          | 6,79 m          |
| Triple saut          | 16,95 m         | 14,25 m         |
| Lancer du poids      | 20,85 m         | 18,20 m         |
| Lancer du disque     | 65,20 m         | 60,50 m         |
| Lancer du marteau    | 77,00 m         | 71,80 m         |
| Lancer du javelot    | 84,00 m         | 62,50 m         |
| Décathlon/Heptathlon | 8 100 pts       | 6 250 pts       |
| 20 km marche         | 1 h 22 min 10 s | 1 h 32 min 15 s |
| 35 km marche         | 2 h 35 min 30 s | 2 h 55 min 0 s  |

### Participation

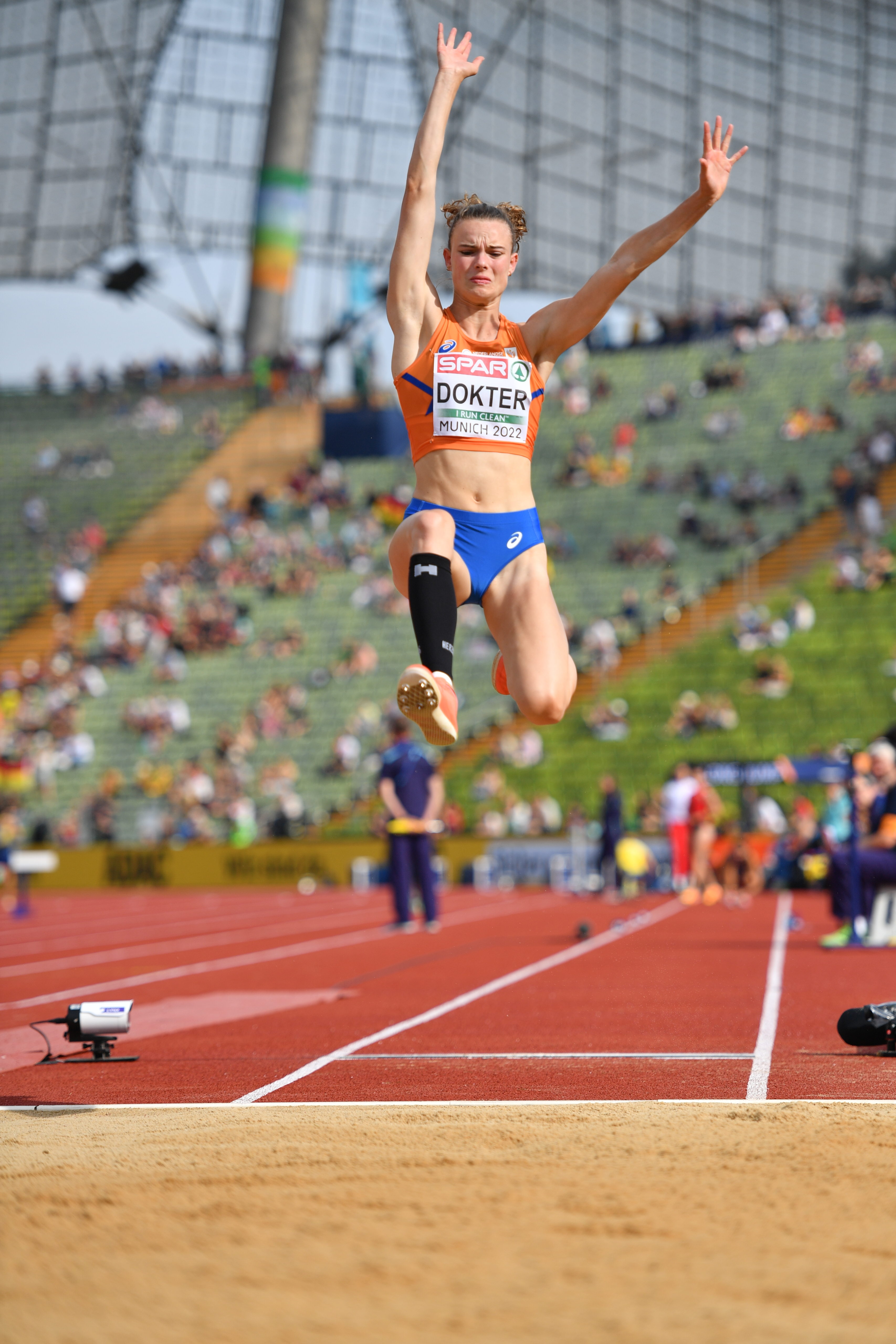
Sofie Dokter en compétition d'heptathlon aux championnats d'Europe d'athlétisme 2022. Aout 2022.

Le 16 mars 2022, à la suite de l'Invasion de l'Ukraine par la Russie en 2022, le Conseil de l'Association européenne d'athlétisme décide d'exclure les athlètes russes et biélorusses des championnats d'Europe de Munich.
Le 9 août 2022, l'Association européenne d'athlétisme publie la liste des engagés, soit 1 540 athlètes, issus de 48 nations, figurent également dans cette liste les athlètes réfugiés. Le nombre d'athlètes engagés est indiqué entre parenthèses :
- Albanie (1)
- Allemagne (112)[10]
- Andorre (1)
- Arménie (2)
- Autriche (14)
- Azerbaïdjan (4)
- Belgique (59)[11]
- Bosnie-Herzégovine (3)
- Bulgarie (6)
- Chypre (7)
- Croatie (11)
- Danemark (28)
- Espagne (93)[12]
- Estonie (14)
- Finlande (77)
- France (101) (détail)[13]
- Géorgie (2)
- Gibraltar (2)
- Royaume-Uni (115)[14]
- Grèce (40)
- Hongrie (47)
- Irlande (39)
- Islande (3)
- Israël (16)
- Italie (101)[15]
- Kosovo (2)
- Lettonie (8)
- Lituanie (19)
- Luxembourg (4)
- Macédoine du Nord (2)
- Malte (2)
- Moldavie (7)
- Monténégro (2)
- Pays-Bas (59)
- Norvège (46)[16]
- Pologne (81)[17]
- Portugal (45)
- Roumanie (21)
- Saint-Marin (2)
- Serbie (14)
- Slovaquie (19)
- Slovénie (23)
- Suède (53)
- Suisse (46)[18]
- Tchéquie (56)
- Turquie (42)
- Ukraine (54)
- Athlètes réfugiés (2)

Le Liechtenstein et Monaco, membres de la AEA, n'ont pas envoyé de représentants.

## Podiums

### Hommes
| Épreuves             | Or | Argent | Bronze |
| -------------------- | --- | --- | --- |
| 100 m                | Marcell Jacobs (ITA) 9 s 95 (=CR) | Zharnel Hughes (GBR) 9 s 99 | Jeremiah Azu (GBR) 10 s 13 (PB) |
| 200 m                | Zharnel Hughes (GBR) 20 s 07 (SB) | Nethaneel Mitchell-Blake (GBR) 20 s 17                                                                                                   | Filippo Tortu (ITA) 20 s 27 |
| 400 m                | Matthew Hudson-Smith (GBR) 44 s 53 | Ricky Petrucciani (SUI) 45 s 03 (SB) | Alex Haydock-Wilson (GBR) 45 s 17                                                                                                   |
| 800 m                | Mariano García (ESP) 1 min 44 s 85 (PB) | Jake Wightman (GBR) 1 min 44 s 91 (SB)                                                                                                   | Mark English (IRL) 1 min 45 s 19 |
| 1 500 m              | Jakob Ingebrigtsen (NOR) 3 min 32 s 76 (CR) | Jake Heyward (GBR) 3 min 34 s 44 | Mario García (ESP) 3 min 34 s 88 |
| 5 000 m              | Jakob Ingebrigtsen (NOR) 13 min 21 s 13 | Mohamed Katir (ESP) 13 min 22 s 98 (SB)                                                                                                  | Yemaneberhan Crippa (ITA) 13 min 24 s 83                                                                                            |
| 10 000 m             | Yemaneberhan Crippa (ITA) 27 min 46 s 13 | Zerei Kbrom Mezngi (NOR) 27 min 46 s 94 (PB)                                                                                             | Yann Schrub (FRA) 27 min 47 s 13 (PB)                                                                                               |
| Marathon             | Richard Ringer (GER) 2 h 10 min 21 s (SB) | Maru Teferi (ISR) 2 h 10 min 23 s | Gashau Ayale (ISR) 2 h 10 min 29 s (SB)                                                                                             |
| Marathon par équipes | Israël Maru Teferi Gashau Ayale Yimer Getahun 6 h 31 min 48 s                                                                                                | Allemagne Richard Ringer Amanal Petros Johannes Motschmann 6 h 35 min 52 s                                                               | Espagne Ayad Lamdassem Jorge Blanco Daniel Mateo 6 h 38 min 44 s                                                                    |
| 110 m haies          | Asier Martínez (ESP) 13 s 14 (=EL) | Pascal Martinot-Lagarde (FRA) 13 s 14 (=EL)                                                                                              | Just Kwaou-Mathey (FRA) 13 s 33 |
| 400 mètres haies     | Karsten Warholm (NOR) 47 s 12 (CR) | Wilfried Happio (FRA) 48 s 56 | Yasmani Copello (TUR) 48 s 78 |
| 3 000 m steeple      | Topi Raitanen (FIN) 8 min 21 s 80 | Ahmed Abdelwahed (ITA) 8 min 22 s 35 | Osama Zoghlami (ITA) 8 min 23 s 44                                                                                                  |
| 20 km marche         | Álvaro Martín (ESP) 1 h 19 min 11 s (PB) | Perseus Karlström (SWE) 1 h 19 min 23 s                                                                                                  | Diego García (ESP) 1 h 19 min 45 s (SB)                                                                                             |
| 35 km marche         | Miguel Ángel López (ESP) 2 h 26 min 49 s | Christopher Linke (GER) 2 h 29 min 30 s (PB)                                                                                             | Matteo Giupponi (ITA) 2 h 30 min 34 s (PB)                                                                                          |
| 4 × 100 m            | Grande-Bretagne Jeremiah Azu Zharnel Hughes Jona Efoloko Nethaneel Mitchell-Blake 37 s 67 (CR) Participation aux séries Harry Aikines-Aryeetey Tommy Ramdhan | France Méba-Mickaël Zézé Pablo Matéo Ryan Zézé Jimmy Vicaut 37 s 94 (SB)                                                                 | Pologne Adrian Brzeziński Przemysław Słowikowski Patryk Wykrota Dominik Kopeć 38 s 15 (NR) Participation aux séries : Mateusz Siuda |
| 4 × 400 m            | Grande-Bretagne Matthew Hudson-Smith Charles Dobson Lewis Davey Alex Haydock-Wilson 2 min 59 s 35 (SB) Participation aux séries Joseph Brier Rio Mitcham     | Belgique Alexander Doom Julien Watrin Kévin Borlée Dylan Borlée 2 min 59 s 49 Participation aux séries : Jonathan Borlée Jonathan Sacoor | France Gilles Biron Loïc Prévot Téo Andant Thomas Jordier 2 min 59 s 64 (SB) Participation aux séries : Simon Boypa                 |
| Saut en hauteur      | Gianmarco Tamberi (ITA) 2,30 m | Tobias Potye (GER) 2,27 m | Andriy Protsenko (UKR) 2,27 m |
| Saut à la perche     | Armand Duplantis (SWE) 6,06 m (CR) | Bo Kanda Lita Baehre (GER) 5,85 m | Pål Haugen Lillefosse (NOR) 5,75 m                                                                                                  |
| Saut en longueur     | Miltiádis Tedóglou (GRE) 8,52 m (CR) | Thobias Montler (SWE) 8,06 m | Jules Pommery (FRA) 8,06 m |
| Triple saut          | Pedro Pichardo (POR) 17,50 m | Andrea Dallavalle (ITA) 17,04 m | Jean-Marc Pontvianne (FRA) 16,94 m                                                                                                  |
| Lancer du poids      | Filip Mihaljević (CRO) 21,88 m (SB) | Armin Sinančević (SRB) 21,39 m | Tomáš Staněk (CZE) 21,26 m |
| Lancer du disque     | Mykolas Alekna (LTU) 69,78 m (CR) | Kristjan Čeh (SVN) 68,28 m | Lawrence Okoye (GBR) 67,14 m (SB)                                                                                                   |
| Lancer du marteau    | Wojciech Nowicki (POL) 82,00 m (WL) | Bence Halász (HUN) 80,92 m (PB) | Eivind Henriksen (NOR) 79,45 m |
| Lancer du javelot    | Julian Weber (GER) 87,66 m | Jakub Vadlejch (CZE) 87,28 m | Lassi Etelätalo (FIN) 86,44 m (PB)                                                                                                  |
| Décathlon            | Niklas Kaul (GER) 8 545 pts (SB) | Simon Ehammer (SUI) 8 468 pts (NR) | Janek Õiglane (EST) 8 346 pts |

### Femmes
| Épreuves             | Or | Argent | Bronze |
| -------------------- | --- | --- | --- |
| 100 m                | Gina Lückenkemper (GER) 10 s 99 (SB) | Mujinga Kambundji (SUI) 10 s 99 | Daryll Neita (GBR) 11 s 00 |
| 200 m                | Mujinga Kambundji (SUI) 22 s 32 | Dina Asher-Smith (GBR) 22 s 43 | Ida Karstoft (DEN) 22 s 72 |
| 400 m                | Femke Bol (NED) 49 s 44 (EL, NR) | Natalia Kaczmarek (POL) 49 s 94 | Anna Kiełbasińska (POL) 50 s 29 |
| 800 m                | Keely Hodgkinson (GBR) 1 min 59 s 04 | Rénelle Lamote (FRA) 1 min 59 s 49 | Anna Wielgosz (POL) 1 min 59 s 87 |
| 1 500 m              | Laura Muir (GBR) 4 min 1 s 08 | Ciara Mageean (IRL) 4 min 2 s 56 | Sofia Ennaoui (POL) 4 min 3 s 59 |
| 5 000 m              | Konstanze Klosterhalfen (GER) 14 min 50 s 47                                                                                                | Yasemin Can (TUR) 14 min 56 s 91 | Eilish McColgan (GBR) 14 min 59 s 34 |
| 10 000 m             | Yasemin Can (TUR) 30 min 32 s 57 | Eilish McColgan (GBR) 30 min 41 s 06 | Lonah Chemtai Salpeter (ISR) 30 min 46 s 37 |
| Marathon             | Aleksandra Lisowska (POL) 2 h 28 min 36 s (SB)                                                                                              | Matea Parlov Koštro (CRO) 2 h 28 min 42 s | Nienke Brinkman (NED) 2 h 28 min 52 s |
| Marathon par équipes | Allemagne Miriam Dattke Domenika Mayer Deborah Schöneborn 7 h 28 min 48 s                                                                   | Espagne Marta Galimany Irene Pelayo Elena Loyo 7 h 39 min 25 s | Pologne Aleksandra Lisowska Angelika Mach Monika Jackiewicz 7 h 40 min 54 s                                                                      |
| 100 mètres haies     | Pia Skrzyszowska (POL) 12 s 53 | Luca Kozák (HUN) 12 s 69 (NR) | Ditaji Kambundji (SUI) 12 s 74 |
| 400 mètres haies     | Femke Bol (NED) 52 s 67 (CR) | Viktoriya Tkachuk (UKR) 54 s 30 | Hanna Ryzhykova (UKR) 54 s 86 |
| 3 000 m steeple      | Luiza Gega (ALB) 9 min 11 s 31 (CR) | Lea Meyer (GER) 9 min 15 s 35 (PB) | Elizabeth Bird (GBR) 9 min 23 s 18 |
| 20 km marche         | Antigóni Drisbióti (GRE) 1 h 29 min 3 s (PB)                                                                                                | Katarzyna Zdziebło (POL) 1 h 29 min 20 s | Saskia Feige (GER) 1 h 29 min 25 s (PB) |
| 35 km marche         | Antigóni Drisbióti (GRE) 2 h 47 min 0 s | Raquel González (ESP) 2 h 49 min 10 s | Viktória Madarász (HUN) 2 h 49 min 58 s (PB) |
| 4 × 100 m            | Allemagne Alexandra Burghardt Lisa Mayer Gina Lückenkemper Rebekka Haase 42 s 34 Participation aux séries Jessica-Bianca Wessolly           | Pologne Pia Skrzyszowska Anna Kiełbasińska Marika Popowicz-Drapała Ewa Swoboda 42 s 61 (NR) Participation aux séries : Magdalena Stefanowicz Martyna Kotwiła             | Italie Zaynab Dosso Dalia Kaddari Anna Bongiorni Alessia Pavese 42 s 84 Participation aux séries : Gloria Hooper                                 |
| 4 × 400 m            | Pays-Bas Eveline Saalberg Lieke Klaver Lisanne de Witte Femke Bol 3 min 20 s 87 (EL) Participation aux séries : Laura de Witte Andrea Bouma | Pologne Anna Kiełbasińska Iga Baumgart-Witan Justyna Święty-Ersetic Natalia Kaczmarek 3 min 21 s 68 (SB) Participation aux séries : Kinga Gacka Małgorzata Hołub-Kowalik | Grande-Bretagne Victoria Ohuruogu Ama Pipi Jodie Williams Nicole Yeargin 3 min 21 s 74 (SB) Participation aux séries : Zoey Clark Laviai Nielsen |
| Saut en hauteur      | Yaroslava Mahuchikh (UKR) 1,95 m | Marija Vuković (MNE) 1,95 m | Angelina Topić (SRB) 1,93 m |
| Saut à la perche     | Wilma Murto (FIN) 4,85 m (CR, NR) | Ekateríni Stefanídi (GRE) 4,75 m (SB) | Tina Šutej (SVN) 4,75 m |
| Saut en longueur     | Ivana Vuleta (SRB) 7,06 m (SB) | Malaika Mihambo (GER) 7,03 m | Jazmin Sawyers (GBR) 6,80 m |
| Triple saut          | Maryna Bekh-Romanchuk (UKR) 15,02 m (EL) | Kristiina Mäkelä (FIN) 14,64 m (NR) | Hanna Knyazyeva-Minenko (ISR) 14,45 m |
| Lancer du poids      | Jessica Schilder (NED) 20,24 m (EL) | Auriol Dongmo (POR) 19,82 m (NR) | Jorinde van Klinken (NED) 18,94 m |
| Lancer du disque     | Sandra Perković (CRO) 67,95 m | Kristin Pudenz (GER) 67,87 m (PB) | Claudine Vita (GER) 65,20 m (SB) |
| Lancer du marteau    | Bianca Perie-Ghelber (ROU) 72,72 m | Ewa Różańska (POL) 72,12 m (PB) | Sara Fantini (ITA) 71,58 m |
| Lancer du javelot    | Elína Tzéngko (GRE) 65,81 m (PB) | Adriana Vilagoš (SRB) 62,01 m | Barbora Špotáková (CZE) 60,68 m |
| Heptathlon           | Nafissatou Thiam (BEL) 6 628 pts | Adrianna Sułek (POL) 6 532 pts | Annik Kälin (SUI) 6 515 pts (NR) |

## Finalistes

### 100 m
| Rang | Pays            | Athlète         | Temps        |
| ---- | --------------- | --------------- | ------------ |
| 1    | Italie          | Marcell Jacobs  | 9 s 95 (CR)  |
| 2    | Grande-Bretagne | Zharnel Hughes  | 9 s 99       |
| 3    | Grande-Bretagne | Jeremiah Azu    | 10 s 13 (PB) |
| 4    | Slovaquie       | Ján Volko       | 10 s 16      |
| 5    | France          | Mouhamadou Fall | 10 s 17      |
| 6    | Irlande         | Israel Olatunde | 10 s 17 (NR) |
| 7    | Grande-Bretagne | Reece Prescod   | 10 s 18      |
| 8    | Italie          | Chituru Ali     | 10 s 28      |

| Rang | Pays            | Athlète              | Temps        |
| ---- | --------------- | -------------------- | ------------ |
| 1    | Allemagne       | Gina Lückenkemper    | 10 s 99 (SB) |
| 2    | Suisse          | Mujinga Kambundji    | 10 s 99      |
| 3    | Grande-Bretagne | Daryll Neita         | 11 s 00      |
| 4    | Pologne         | Ewa Swoboda          | 11 s 18      |
| 5    | Grande-Bretagne | Imani-Lara Lansiquot | 11 s 21      |
| 6    | Espagne         | María Isabel Pérez   | 11 s 28      |
| 7    | Italie          | Zaynab Dosso         | 11 s 37      |
| 8    | Grande-Bretagne | Dina Asher-Smith     | 16 s 03      |

### 200 m
| Rang | Pays            | Athlète                  | Temps        |
| ---- | --------------- | ------------------------ | ------------ |
| 1    | Grande-Bretagne | Zharnel Hughes           | 20 s 07 (SB) |
| 2    | Grande-Bretagne | Nethaneel Mitchell-Blake | 20 s 17      |
| 3    | Italie          | Filippo Tortu            | 20 s 27      |
| 4    | Grande-Bretagne | Charles Dobson           | 20 s 34      |
| 5    | Allemagne       | Joshua Hartmann          | 20 s 50      |
| 6    | Espagne         | Pol Retamal              | 20 s 63      |
| 7    | Israël          | Blessing Afrifah         | 20 s 69      |
| 8    | Turquie         | Ramil Guliyev            | DNF          |

| Rang | Pays            | Athlète             | Temps        |
| ---- | --------------- | ------------------- | ------------ |
| 1    | Suisse          | Mujinga Kambundji   | 22 s 32      |
| 2    | Grande-Bretagne | Dina Asher-Smith    | 22 s 43      |
| 3    | Danemark        | Ida Karstoft        | 22 s 72      |
| 4    | Grande-Bretagne | Jodie Williams      | 22 s 85 (SB) |
| 5    | Pays-Bas        | Lieke Klaver        | 22 s 88      |
| 6    | France          | Shana Grebo         | 23 s 06      |
| 7    | Italie          | Dalia Kaddari       | 23 s 19      |
| 8    | Allemagne       | Alexandra Burghardt | 23 s 24      |

### 400 m
| Rang | Pays            | Athlète              | Temps        |
| ---- | --------------- | -------------------- | ------------ |
| 1    | Grande-Bretagne | Matthew Hudson-Smith | 44 s 53      |
| 2    | Suisse          | Ricky Petrucciani    | 45 s 03 (SB) |
| 3    | Grande-Bretagne | Alex Haydock-Wilson  | 45 s 17      |
| 4    | Pays-Bas        | Liemarvin Bonevacia  | 45 s 17 (SB) |
| 5    | Belgique        | Dylan Borlée         | 45 s 39      |
| 6    | Pologne         | Karol Zalewski       | 45 s 62      |
| 7    | Suisse          | Lionel Spitz         | 45 s 66      |
| 8    | France          | Thomas Jordier       | 45 s 67      |

| Rang | Pays            | Athlète            | Temps            |
| ---- | --------------- | ------------------ | ---------------- |
| 1    | Pays-Bas        | Femke Bol          | 49 s 44 (EL, NR) |
| 2    | Pologne         | Natalia Kaczmarek  | 49 s 94          |
| 3    | Pologne         | Anna Kiełbasińska  | 50 s 29          |
| 4    | Grande-Bretagne | Victoria Ohuruogu  | 50 s 51          |
| 5    | Irlande         | Rhasidat Adeleke   | 50 s 53 (NR)     |
| 6    | Pays-Bas        | Lieke Klaver       | 50 s 56          |
| 7    | Belgique        | Cynthia Bolingo    | 50 s 94          |
| 8    | Pologne         | Iga Baumgart-Witan | 51 s 28          |

### 800 m
| Rang | Pays            | Athlète          | Temps              |
| ---- | --------------- | ---------------- | ------------------ |
| 1    | Espagne         | Mariano García   | 1 min 44 s 85 (PB) |
| 2    | Grande-Bretagne | Jake Wightman    | 1 min 44 s 91 (SB) |
| 3    | Irlande         | Mark English     | 1 min 45 s 19      |
| 4    | Suède           | Andreas Kramer   | 1 min 45 s 38      |
| 5    | France          | Benjamin Robert  | 1 min 45 s 42      |
| 6    | Grande-Bretagne | Ben Pattison     | 1 min 45 s 63      |
| 7    | Italie          | Simone Barontini | 1 min 45 s 66 (PB) |
| 8    | Belgique        | Eliott Crestan   | 1 min 45 s 68 (SB) |

| Rang | Pays        | Athlète          | Temps         |
| ---- | ----------- | ---------------- | ------------- |
| 1    | Royaume-Uni | Keely Hodgkinson | 1 min 59 s 4  |
| 2    | France      | Rénelle Lamote   | 1 min 59 s 49 |
| 3    | Pologne     | Anna Wielgosz    | 1 min 59 s 87 |
| 4    | Suisse      | Lore Hoffmann    | 1 min 59 s 92 |
| 5    | Royaume-Uni | Jemma Reekie     | 2 min 0 s 31  |
| 6    | Royaume-Uni | Alexandra Bell   | 2 min 0 s 68  |
| 7    | Allemagne   | Christina Hering | 2 min 0 s 82  |
| 8    | Irlande     | Louise Shanahan  | 2 min 1 s 64  |

### 1 500 m
| Rang | Pays            | Athlète            | Temps              |
| ---- | --------------- | ------------------ | ------------------ |
| 1    | Norvège         | Jakob Ingebrigtsen | 3 min 32 s 76 (CR) |
| 2    | Grande-Bretagne | Jake Heyward       | 3 min 34 s 44      |
| 3    | Espagne         | Mario García       | 3 min 34 s 88      |
| 4    | Italie          | Pietro Arese       | 3 min 35 s 00 (PB) |
| 5    | Grande-Bretagne | Matthew Stonier    | 3 min 35 s 97      |
| 6    | Espagne         | Gonzalo García     | 3 min 37 s 40      |
| 7    | Pologne         | Michał Rozmys      | 3 min 37 s 63      |
| 8    | Grande-Bretagne | Neil Gourley       | 3 min 38 s 40      |

| Rang | Pays            | Athlète          | Temps             |
| ---- | --------------- | ---------------- | ----------------- |
| 1    | Grande-Bretagne | Laura Muir       | 4 min 1 s 08      |
| 2    | Irlande         | Ciara Mageean    | 4 min 2 s 56 (SB) |
| 3    | Pologne         | Sofia Ennaoui    | 4 min 3 s 59      |
| 4    | Grande-Bretagne | Katie Snowden    | 4 min 4 s 97      |
| 5    | Allemagne       | Hanna Klein      | 4 min 5 s 49      |
| 6    | Tchéquie        | Kristiina Mäki   | 4 min 5 s 73      |
| 7    | Suède           | Hanna Hermansson | 4 min 5 s 76 (PB) |
| 8    | Grande-Bretagne | Ellie Baker      | 4 min 5 s 83      |

### 5 000 m
| Rang | Pays            | Athlète             | Temps               |
| ---- | --------------- | ------------------- | ------------------- |
| 1    | Norvège         | Jakob Ingebrigtsen  | 13 min 21 s 13      |
| 2    | Espagne         | Mohamed Katir       | 13 min 22 s 98 (SB) |
| 3    | Italie          | Yemaneberhan Crippa | 13 min 24 s 83      |
| 4    | Suède           | Andreas Almgren     | 13 min 26 s 48 (PB) |
| 5    | Pays-Bas        | Mike Foppen         | 13 min 27 s 93      |
| 6    | Grande-Bretagne | Sam Parsons         | 13 min 30 s 38      |
| 7    | Grande-Bretagne | Andrew Butchart     | 13 min 31 s 47      |
| 8    | Irlande         | Brian Fay           | 13 min 31 s 87      |

| Rang | Pays            | Athlète                 | Temps               |
| ---- | --------------- | ----------------------- | ------------------- |
| 1    | Allemagne       | Konstanze Klosterhalfen | 14 min 50 s 47      |
| 2    | Turquie         | Yasemin Can             | 14 min 56 s 91      |
| 3    | Grande-Bretagne | Eilish McColgan         | 14 min 59 s 34      |
| 4    | Pays-Bas        | Maureen Koster          | 15 min 3 s 29       |
| 5    | Grande-Bretagne | Amy-Eloise Markovc      | 15 min 8 s 75       |
| 6    | Grande-Bretagne | Calli Thackery          | 15 min 8 s 79       |
| 7    | Italie          | Nadia Battocletti       | 15 min 10 s 90 (SB) |
| 8    | Israël          | Selamawit Teferi        | 15 min 14 s 36 (SB) |

### 10 000 m
| Rang | Pays      | Athlète             | Temps               |
| ---- | --------- | ------------------- | ------------------- |
| 1    | Italie    | Yemaneberhan Crippa | 27 min 46 s 13      |
| 2    | Norvège   | Zerei Kbrom Mezngi  | 27 min 46 s 94 (PB) |
| 3    | France    | Yann Schrub         | 27 min 47 s 13 (PB) |
| 4    | France    | Jimmy Gressier      | 27 min 49 s 84      |
| 5    | Italie    | Pietro Riva         | 27 min 50 s 51 (PB) |
| 6    | Irlande   | Efrem Gidey         | 27 min 59 s 22 (PB) |
| 7    | Norvège   | Magnus Tuv Myhre    | 28 min 2 s 18 (PB)  |
| 8    | Allemagne | Nils Voigt          | 28 min 2 s 19       |

| Rang | Pays            | Athlète                 | Temps               |
| ---- | --------------- | ----------------------- | ------------------- |
| 1    | Turquie         | Yasemin Can             | 30 min 32 s 57 (SB) |
| 2    | Grande-Bretagne | Eilish McColgan         | 30 min 41 s 5       |
| 3    | Israël          | Lonah Chemtai Salpeter  | 30 min 46 s 37 (NR) |
| 4    | Allemagne       | Konstanze Klosterhalfen | 31 min 5 s 21 (SB)  |
| 5    | Israël          | Selamawit Teferi        | 31 min 24 s 3 (SB)  |
| 6    | Grande-Bretagne | Samantha Harrison       | 31 min 46 s 87      |
| 7    | Ukraine         | Valeriia Zinenko        | 31 min 55 s 60 (PB) |
| 8    | Allemagne       | Alina Reh               | 32 min 14 s 2       |

### Marathon
Individuel
| Rang | Pays      | Athlète         | Temps                |
| ---- | --------- | --------------- | -------------------- |
| 1    | Allemagne | Richard Ringer  | 2 h 10 min 21 s (SB) |
| 2    | Israël    | Maru Teferi     | 2 h 10 min 23 s      |
| 3    | Israël    | Gashau Ayale    | 2 h 10 min 29 s (SB) |
| 4    | Allemagne | Amanal Petros   | 2 h 10 min 39 s (SB) |
| 5    | France    | Nicolas Navarro | 2 h 10 min 41 s      |
| 6    | Espagne   | Ayad Lamdassem  | 2 h 10 min 52 s      |
| 7    | Israël    | Yimer Getahun   | 2 h 10 min 56 s (SB) |
| 8    | Belgique  | Koen Naert      | 2 h 11 min 28 s (SB) |

| Rang | Pays      | Athlète             | Temps                |
| ---- | --------- | ------------------- | -------------------- |
| 1    | Pologne   | Aleksandra Lisowska | 2 h 28 min 36 s (SB) |
| 2    | Croatie   | Matea Parlov Koštro | 2 h 28 min 42 s      |
| 3    | Pays-Bas  | Nienke Brinkman     | 2 h 28 min 52 s      |
| 4    | Allemagne | Miriam Dattke       | 2 h 28 min 52 s      |
| 5    | Italie    | Giovanna Epis       | 2 h 29 min 6 s (SB)  |
| 6    | Allemagne | Domenika Mayer      | 2 h 29 min 21 s      |
| 7    | Irlande   | Fionnuala McCormack | 2 h 29 min 25 s (SB) |
| 8    | Belgique  | Hanne Verbruggen    | 2 h 29 min 44 s (SB) |

Par équipes
| Rang | Pays        | Athlètes                                                                                            | Temps           |
| ---- | ----------- | --------------------------------------------------------------------------------------------------- | --------------- |
| 1    | Israël      | Maru Teferi, 2 h 10 min 23 s Gashau Ayale, 2 h 10 min 29 s Yimer Getahun, 2 h 10 min 56 s           | 6 h 31 min 48 s |
| 2    | Allemagne   | Richard Ringer, 2 h 10 min 21 s Amanal Petros, 2 h 10 min 39 s Johannes Motschmann, 2 h 14 min 52 s | 6 h 35 min 52 s |
| 3    | Espagne     | Ayad Lamdassem, 2 h 10 min 52 s Jorge Blanco, 2 h 13 min 18 s Daniel Mateo, 2 h 14 min 34 s         | 6 h 38 min 44 s |
| 4    | France      | Nicolas Navarro, 2 h 10 min 41 s Michaël Gras, 2 h 12 min 39 s Benjamin Choquert, 2 h 15 min 48 s   | 6 h 39 min 8 s  |
| 5    | Italie      | Daniele Meucci, 2 h 14 min 22 s Iliass Aouani, 2 h 15 min 34 s René Cunéaz, 2 h 15 min 55 s         | 6 h 45 min 51 s |
| 6    | Estonie     | Tiidrek Nurme, 2 h 12 min 46 s Kaur Kivistik, 2 h 17 min 51 s Roman Fosti, 2 h 19 min 34 s          | 6 h 50 min 11 s |
| 7    | Royaume-Uni | Philip Sesemann, 2 h 15 min 17 s Mohamud Aadan, 2 h 17 min 34 s Andrew Davies, 2 h 18 min 23 s      | 6 h 51 min 14 s |
| 8    | Suède       | Jonas Leandersson, 2 h 16 min 54 s Linus Rosdal, 2 h 17 min 9 s Archie Casteel, 2 h 17 min 44 s     | 6 h 51 min 47 s |

| Rang | Pays        | Athlètes                                                                                              | Temps           |
| ---- | ----------- | --- | --------------- |
| 1    | Allemagne   | Miriam Dattke, 2 h 28 min 52 s Domenika Mayer, 2 h 29 min 21 s Deborah Schöneborn, 2 h 30 min 35 s    | 7 h 28 min 48 s |
| 2    | Espagne     | Marta Galimany, 2 h 31 min 14 s Irene Pelayo, 2 h 33 min 15 s Elena Loyo, 2 h 34 min 56 s             | 7 h 39 min 25 s |
| 3    | Pologne     | Aleksandra Lisowska, 2 h 28 min 36 s Angelika Mach, 2 h 35 min 3 s Monika Jackiewicz, 2 h 37 min 15 s | 7 h 40 min 54 s |
| 4    | Belgique    | Hanne Verbruggen, 2 h 29 min 44 s Mieke Gorissen, 2 h 31 min 48 s Astrid Verhoeven, 2 h 40 min 3 s    | 7 h 41 min 35 s |
| 5    | Irlande     | Fionnuala McCormack, 2 h 29 min 25 s Ann-Marie McGlynn, 2 h 38 min 26 s Aoife Cooke, 2 h 40 min 37 s  | 7 h 48 min 28 s |
| 6    | Royaume-Uni | Alice Wright, 2 h 35 min 33 s Naomi Mitchell, 2 h 36 min 44 s Becky Briggs, 2 h 39 min 2 s            | 7 h 51 min 19 s |
| 7    | Tchéquie    | Tereza Hrochová, 2 h 36 min 0 s Marcela Joglová, 2 h 36 min 26 s Moira Stewartová, 2 h 43 min 3 s     | 7 h 55 min 29 s |
| 8    | Pays-Bas    | Nienke Brinkman, 2 h 28 min 52 s Jill Holterman, 2 h 35 min 25 s Bo Ummels, 3 h 0 min 56 s            | 8 h 5 min 13 s  |

### 110 m haies/100 m haies
| Rang | Pays            | Athlète                 | Temps          |
| ---- | --------------- | ----------------------- | -------------- |
| 1    | Espagne         | Asier Martínez          | 13 s 14 [.137] |
| 2    | France          | Pascal Martinot-Lagarde | 13 s 14 [.138] |
| 3    | France          | Just Kwaou-Mathey       | 13 s 33        |
| 4    | Suisse          | Jason Joseph            | 13 s 35        |
| 5    | Suisse          | Finley Gaio             | 13 s 50        |
| 6    | Grande-Bretagne | Andrew Pozzi            | 13 s 66        |
| 7    | Espagne         | Enrique Llopis          | 14 s 81        |
| 8    | France          | Sasha Zhoya             | 16 s 51        |

| Rang | Pays            | Athlète             | Temps        |
| ---- | --------------- | ------------------- | ------------ |
| 1    | Pologne         | Pia Skrzyszowska    | 12 s 53      |
| 2    | Hongrie         | Luca Kozák          | 12 s 69 (NR) |
| 3    | Suisse          | Ditaji Kambundji    | 12 s 74      |
| 4    | Pays-Bas        | Nadine Visser       | 12 s 75      |
| 5    | Irlande         | Sarah Lavin         | 12 s 86      |
| 6    | Danemark        | Mette Graversgaard  | 12 s 99      |
| 7    | France          | Cyréna Samba-Mayela | 13 s 05      |
| 8    | Grande-Bretagne | Cindy Sember        | 13 s 16      |

### 400 m haies
| Rang | Pays      | Athlète         | Temps        |
| ---- | --------- | --------------- | ------------ |
| 1    | Norvège   | Karsten Warholm | 47 s 12 (CR) |
| 2    | France    | Wilfried Happio | 48 s 56      |
| 3    | Turquie   | Yasmani Copello | 48 s 78      |
| 4    | France    | Ludvy Vaillant  | 48 s 79      |
| 5    | Allemagne | Joshua Abuaku   | 48 s 79 (PB) |
| 6    | Belgique  | Julien Watrin   | 48 s 98      |
| 7    | Suisse    | Julien Bonvin   | 50 s 24      |
| 8    | France    | Victor Coroller | 50 s 46      |

| Rang | Pays      | Athlète           | Temps        |
| ---- | --------- | ----------------- | ------------ |
| 1    | Pays-Bas  | Femke Bol         | 52 s 67 (CR) |
| 2    | Ukraine   | Viktoriya Tkachuk | 54 s 30      |
| 3    | Ukraine   | Hanna Ryzhykova   | 54 s 86      |
| 4    | Espagne   | Sara Gallego      | 54 s 97      |
| 5    | Norvège   | Amalie Iuel       | 55 s 32      |
| 6    | Finlande  | Viivi Lehikoinen  | 55 s 58      |
| 7    | Italie    | Ayomide Folorunso | 55 s 91      |
| 8    | Allemagne | Carolina Krafzik  | 56 s 02      |

### 3 000 m steeple
| Rang | Pays      | Athlète          | Temps         |
| ---- | --------- | ---------------- | ------------- |
| 1    | Finlande  | Topi Raitanen    | 8 min 21 s 80 |
| 2    | Italie    | Ahmed Abdelwahed | 8 min 22 s 35 |
| 3    | Italie    | Osama Zoghlami   | 8 min 23 s 44 |
| 4    | Espagne   | Daniel Arce      | 8 min 25 s 00 |
| 5    | Allemagne | Karl Bebendorf   | 8 min 26 s 49 |
| 6    | Espagne   | Sebastián Martos | 8 min 26 s 68 |
| 7    | Italie    | Ala Zoghlami     | 8 min 27 s 82 |
| 8    | France    | Djilali Bedrani  | 8 min 28 s 52 |

| Rang | Pays        | Athlète           | Temps         |
| ---- | ----------- | ----------------- | ------------- |
| 1    | Albanie     | Luiza Gega        | 9 min 11 s 31 |
| 2    | Allemagne   | Lea Meyer         | 9 min 15 s 35 |
| 3    | Royaume-Uni | Elizabeth Bird    | 9 min 23 s 18 |
| 4    | Pologne     | Alicja Konieczek  | 9 min 25 s 15 |
| 5    | Turquie     | Tuğba Güvenç      | 9 min 25 s 58 |
| 6    | Roumanie    | Claudia Prisecaru | 9 min 35 s 17 |
| 7    | Royaume-Uni | Aimee Pratt       | 9 min 35 s 31 |
| 8    | Israël      | Adva Cohen        | 9 min 36 s 84 |

### 20 km marche
| Rang | Pays    | Athlète             | Temps           |
| ---- | ------- | ------------------- | --------------- |
| 1    | Espagne | Álvaro Martín       | 1 h 19 min 11 s |
| 2    | Suède   | Perseus Karlström   | 1 h 19 min 23 s |
| 3    | Espagne | Diego García        | 1 h 19 min 45 s |
| 4    | Espagne | Alberto Amezcua     | 1 h 20 min 0 s  |
| 5    | Italie  | Francesco Fortunato | 1 h 20 min 6 s  |
| 6    | France  | Kévin Campion       | 1 h 20 min 47 s |
| 7    | Turquie | Salih Korkmaz       | 1 h 20 min 50 s |
| 8    | Italie  | Massimo Stano       | 1 h 21 min 18 s |

| Rang | Pays      | Athlète             | Temps           |
| ---- | --------- | ------------------- | --------------- |
| 1    | Grèce     | Antigóni Drisbióti  | 1 h 29 min 3 s  |
| 2    | Pologne   | Katarzyna Zdziebło  | 1 h 29 min 20 s |
| 3    | Allemagne | Saskia Feige        | 1 h 29 min 25 s |
| 4    | Ukraine   | Lyudmyla Olyanovska | 1 h 29 min 46 s |
| 5    | Italie    | Velntina Trapletti  | 1 h 29 min 56 s |
| 6    | France    | Clémence Beretta    | 1 h 30 min 37 s |
| 7    | Tchéquie  | Eliška Martínková   | 1 h 31 min 44 s |
| 8    | Portugal  | Ana Cabecinha       | 1 h 31 min 56 s |

### 35 km marche
| Rang | Pays      | Athlète            | Temps                |
| ---- | --------- | ------------------ | -------------------- |
| 1    | Espagne   | Miguel Ángel López | 2 h 26 min 49 s      |
| 2    | Allemagne | Christopher Linke  | 2 h 29 min 30 s (PB) |
| 3    | Italie    | Matteo Giupponi    | 2 h 30 min 34 s (PB) |
| 4    | Espagne   | Manuel Bermúdez    | 2 h 32 min 31 s      |
| 5    | Allemagne | Jonathan Hilbert   | 2 h 32 min 44 s (PB) |
| 6    | Slovaquie | Miroslav Úradník   | 2 h 35 min 44 s      |
| 7    | Slovaquie | Michal Morvay      | 2 h 36 min 4 s       |
| 8    | Allemagne | Carl Dohmann       | 2 h 36 min 52 s      |

| Rang | Pays    | Athlète            | Temps                |
| ---- | ------- | ------------------ | -------------------- |
| 1    | Grèce   | Antigóni Drisbióti | 2 h 47 min 0 s       |
| 2    | Espagne | Raquel González    | 2 h 49 min 10 s      |
| 3    | Hongrie | Viktória Madarász  | 2 h 49 min 58 s (PB) |
| 4    | Italie  | Federica Curiazzi  | 2 h 52 min 6 s (PB)  |
| 5    | Pologne | Olga Niedziałek    | 2 h 53 min 12 s      |
| 6    | Italie  | Lidia Barcella     | 2 h 55 min 4 s (SB)  |
| 7    | Espagne | Mar Juárez         | 2 h 55 min 27 s      |
| 8    | Ukraine | Inna Loseva        | 2 h 57 min 55 s (SB) |

### Relais 4 × 100 m
| Rang | Pays            | Athlète                                                               | Temps        |
| ---- | --------------- | --------------------------------------------------------------------- | ------------ |
| 1    | Grande-Bretagne | Jeremiah Azu Zharnel Hughes Jona Efoloko Nethaneel Mitchell-Blake     | 37 s 67 (CR) |
| 2    | France          | Méba-Mickaël Zézé Pablo Matéo Ryan Zézé Jimmy Vicaut                  | 37 s 94 (SB) |
| 3    | Pologne         | Adrian Brzeziński Przemysław Słowikowski Patryk Wykrota Dominik Kopeć | 38 s 15 (NR) |
| 4    | Pays-Bas        | Elvis Afrifa Taymir Burnet Joris van Gool Raphael Bouju               | 38 s 35 (SB) |
| 5    | Suisse          | Pascal Mancini Bradley Lestrade Felix Svensson William Reais          | 38 s 36 (NR) |
| 6    | Belgique        | Robin Vanderbemden Ward Merckx Jordan Paquot Kobe Vleminckx           | 39 s 01      |
| 7    | Turquie         | Emre Zafer Barnes Jak Ali Harvey Kayhan Özer Ertan Özkan              | 39 s 20      |
| 8    | Allemagne       | Kevin Kranz Joshua Hartmann Owen Ansah Lucas Ansah-Peprah             | DNF          |

| Rang | Pays            | Athlète                                                                | Temps        |
| ---- | --------------- | ---------------------------------------------------------------------- | ------------ |
| 1    | Allemagne       | Alexandra Burghardt Lisa Mayer Gina Lückenkemper Rebekka Haase         | 42 s 34      |
| 2    | Pologne         | Pia Skrzyszowska Anna Kiełbasińska Marika Popowicz-Drapała Ewa Swoboda | 42 s 61 (NR) |
| 3    | Italie          | Zaynab Dosso Dalia Kaddari Anna Bongiorni Alessia Pavese               | 42 s 84      |
| 4    | Espagne         | Sonia Molina-Prados Jaël Bestué Paula Sevilla María Isabel Pérez       | 43 s 03      |
| 5    | Pays-Bas        | N'Ketia Seedo Zoë Sedney Jamile Samuel Naomi Sedney                    | 43 s 03 (SB) |
| 6    | Belgique        | Elise Mehuys Delphine Nkansa Rani Vincke Rani Rosius                   | 43 s 98      |
| 7    | France          | Floriane Gnafoua Gémima Joseph Helène Parisot Mallory Leconte          | DNF          |
| 8    | Grande-Bretagne | Asha Philip Imani-Lara Lansiquot Ashleigh Nelson Dina Asher-Smith      | DNF          |

### Relais 4 × 400 m
| Rang | Pays        | Athlète                                                             | Temps              |
| ---- | ----------- | ------------------------------------------------------------------- | ------------------ |
| 1    | Royaume-Uni | Matthew Hudson-Smith Charles Dobson Lewis Davey Alex Haydock-Wilson | 2 min 59 s 35 (SB) |
| 2    | Belgique    | Alexander Doom Julien Watrin Kévin Borlée Dylan Borlée              | 2 min 59 s 49      |
| 3    | France      | Gilles Biron Loïc Prévot Téo Andant Thomas Jordier                  | 2 min 59 s 64 (SB) |
| 4    | Espagne     | Iñaki Cañal Lucas Búa Óscar Husillos Samuel García                  | 3 min 0 s 54 (NR)  |
| 5    | Pays-Bas    | Isayah Boers Liemarvin Bonevacia Jochem Dobber Ramsey Angela        | 3 min 1 s 34 (SB)  |
| 6    | Tchéquie    | Matěj Krsek Pavel Maslák Michal Desenský Patrik Šorm                | 3 min 1 s 82       |
| 7    | Allemagne   | Marvin Schlegel Patrick Schneider Marc Koch Manuel Sanders          | 3 min 2 s 51       |
| 8    | Italie      | Davide Re Vladimir Aceti Brayan Lopez Edoardo Scotti                | 3 min 3 s 4        |

| Rang | Pays        | Athlète                                                                       | Temps              |
| ---- | ----------- | ----------------------------------------------------------------------------- | ------------------ |
| 1    | Pays-Bas    | Eveline Saalberg Lieke Klaver Lisanne de Witte Femke Bol                      | 3 min 20 s 87 (EL) |
| 2    | Pologne     | Anna Kiełbasińska Iga Baumgart-Witan Justyna Święty-Ersetic Natalia Kaczmarek | 3 min 21 s 68 (SB) |
| 3    | Royaume-Uni | Victoria Ohuruogu Ama Pipi Jodie Williams Nicole Yeargin                      | 3 min 21 s 74 (SB) |
| 4    | Belgique    | Cynthia Bolingo Hanne Claes Helena Ponette Camille Laus                       | 3 min 22 s 12 (NR) |
| 5    | Allemagne   | Luna Thiel Mona Mayer Alica Schmidt Carolina Krafzik                          | 3 min 26 s 9 (SB)  |
| 6    | Irlande     | Sophie Becker Phil Healy Rhasidat Adeleke Sharlene Mawdsley                   | 3 min 26 s 63      |
| 7    | Suisse      | Silke Lemmens Julia Niederberger Annina Gahr Sarah King                       | 3 min 26 s 94      |
| 8    | Espagne     | Eva Santidrián Aauri Bokesa Berta Segura Sara Gallego                         | 3 min 29 s 70      |

### Saut en hauteur
| Rang | Pays      | Athlète           | Marque |
| ---- | --------- | ----------------- | ------ |
| 1    | Italie    | Gianmarco Tamberi | 2,30 m |
| 2    | Allemagne | Tobias Potye      | 2,27 m |
| 3    | Ukraine   | Andriy Protsenko  | 2,27 m |
| 4    | Ukraine   | Oleh Doroshchuk   | 2,23 m |
| 5    | Belgique  | Thomas Carmoy     | 2,23 m |
| 6    | Allemagne | Mateusz Przybylko | 2,23 m |
| 7    | Tchéquie  | Jan Štefela       | 2,18 m |
| 8    | Bulgarie  | Tikhomir Ivanov   | 2,18 m |

| Rang | Pays            | Athlète                    | Marque      |
| ---- | --------------- | -------------------------- | ----------- |
| 1    | Ukraine         | Yaroslava Mahuchikh        | 1,95 m      |
| 2    | Monténégro      | Marija Vuković             | 1,95 m      |
| 3    | Serbie          | Angelina Topić             | 1,93 m      |
| 4    | Pays-Bas        | Britt Weerman              | 1,93 m      |
| 5    | Ukraine         | Iryna Gerashchenko         | 1,93 m      |
| 6    | Allemagne       | Marie-Laurence Jungfleisch | 1,90 m (SB) |
| 7    | Slovénie        | Lia Apostolovski           | 1,90 m      |
| 7    | Grande-Bretagne | Morgan Lake                | 1,90 m      |

### Saut à la perche
| Rang | Pays      | Athlète               | Marque      |
| ---- | --------- | --------------------- | ----------- |
| 1    | Suède     | Armand Duplantis      | 6,06 m (CR) |
| 2    | Allemagne | Bo Kanda Lita Baehre  | 5,85 m      |
| 3    | Norvège   | Pål Haugen Lillefosse | 5,75 m      |
| 4    | Pays-Bas  | Rutger Koppelaar      | 5,75 m (SB) |
| 5    | France    | Thibaut Collet        | 5,75 m      |
| 6    | Norvège   | Sondre Guttormsen     | 5,75 m      |
| 7    | France    | Renaud Lavillenie     | 5,65 m      |
| 8    | Allemagne | Torben Blech          | 5,50 m      |

| Rang | Pays            | Athlète             | Marque          |
| ---- | --------------- | ------------------- | --------------- |
| 1    | Finlande        | Wilma Murto         | 4,85 m (CR, NR) |
| 2    | Grèce           | Ekateríni Stefanídi | 4,75 m (SB)     |
| 3    | Slovénie        | Tina Šutej          | 4,75 m          |
| 4    | Danemark        | Caroline Bonde Holm | 4,55 m (NR)     |
| 4    | Suisse          | Angelica Moser      | 4,55 m          |
| 6    | France          | Marie-Julie Bonnin  | 4,55 m (PB)     |
| 7    | Italie          | Roberta Bruni       | 4,55 m          |
| 7    | Grande-Bretagne | Molly Caudery       | 4,55 m          |

### Saut en longueur
| Rang | Pays            | Athlète             | Marque      |
| ---- | --------------- | ------------------- | ----------- |
| 1    | Grèce           | Miltiádis Tedóglou  | 8,52 m (CR) |
| 2    | Suède           | Thobias Montler     | 8,06 m      |
| 3    | France          | Jules Pommery       | 8,06 m      |
| 4    | Espagne         | Eusebio Cáceres     | 7,98 m      |
| 5    | Grande-Bretagne | Jacob Fincham-Dukes | 7,97 m (SB) |
| 6    | Norvège         | Henrik Flåtnes      | 7,83 m      |
| 7    | Espagne         | Héctor Santos       | 7,82 m      |
| 8    | Croatie         | Marko Čeko          | 7,77 m      |

| Rang | Pays            | Athlète               | Marque      |
| ---- | --------------- | --------------------- | ----------- |
| 1    | Serbie          | Ivana Vuleta          | 7,06 m (SB) |
| 2    | Allemagne       | Malaika Mihambo       | 7,03 m      |
| 3    | Grande-Bretagne | Jazmin Sawyers        | 6,80 m      |
| 4    | Ukraine         | Maryna Bekh-Romanchuk | 6,76 m      |
| 5    | Italie          | Larissa Iapichino     | 6,62 m      |
| 6    | Suède           | Khaddi Sagnia         | 6,61 m      |
| 7    | Serbie          | Milica Gardašević     | 6,52 m      |
| 8    | France          | Yanis David           | 6,51 m      |

### Triple saut
| Rang | Pays            | Athlète              | Marque  |
| ---- | --------------- | -------------------- | ------- |
| 1    | Portugal        | Pedro Pichardo       | 17,50 m |
| 2    | Italie          | Andrea Dallavalle    | 17,04 m |
| 3    | France          | Jean-Marc Pontvianne | 16,94 m |
| 4    | Italie          | Tobia Bocchi         | 16,79 m |
| 5    | Espagne         | Marcos Ruiz          | 16,78 m |
| 6    | Grande-Bretagne | Ben Williams         | 16,66 m |
| 7    | France          | Enzo Hodebar         | 16,62 m |
| 8    | Portugal        | Tiago Pereira        | 16,60 m |

| Rang | Pays        | Athlète                 | Marque       |
| ---- | ----------- | ----------------------- | ------------ |
| 1    | Ukraine     | Maryna Bekh-Romanchuk   | 15,02 m (EL) |
| 2    | Finlande    | Kristiina Mäkelä        | 14,64 m (NR) |
| 3    | Israël      | Hanna Knyazyeva-Minenko | 14,45 m      |
| 4    | Allemagne   | Neele Eckhardt-Noack    | 14,43 m      |
| 5    | Portugal    | Patrícia Mamona         | 14,41 m      |
| 6    | Royaume-Uni | Naomi Metzger           | 14,33 m      |
| 7    | Finlande    | Senni Salminen          | 14,13 m      |
| 8    | Roumanie    | Elena Andreea Taloș     | 14,01 m (SB) |

### Lancer du poids
| Rang | Pays     | Athlète           | Marque       |
| ---- | -------- | ----------------- | ------------ |
| 1    | Croatie  | Filip Mihaljević  | 21,88 m (SB) |
| 2    | Serbie   | Armin Sinančević  | 21,39 m      |
| 3    | Tchéquie | Tomáš Staněk      | 21,26 m      |
| 4    | Italie   | Nick Ponzio       | 20,98 m      |
| 5    | Pologne  | Michał Haratyk    | 20,90 m      |
| 6    | Pologne  | Konrad Bukowiecki | 20,74 m      |
| 7    | Italie   | Leonardo Fabbri   | 20,72 m (SB) |
| 8    | Serbie   | Asmir Kolašinac   | 20,15 m      |

| Rang | Pays      | Athlète             | Marque       |
| ---- | --------- | ------------------- | ------------ |
| 1    | Pays-Bas  | Jessica Schilder    | 20,24 m (EL) |
| 2    | Portugal  | Auriol Dongmo       | 19,82 m (NR) |
| 3    | Pays-Bas  | Jorinde van Klinken | 18,94 m      |
| 4    | Suède     | Fanny Roos          | 18,55 m      |
| 5    | Allemagne | Sara Gambetta       | 18,48 m      |
| 6    | Allemagne | Sara Ritter         | 18,29 m      |
| 7    | Suède     | Axelina Johansson   | 18,04 m      |
| 8    | Allemagne | Katharina Maisch    | 18,01 m      |

### Lancer du disque
| Rang | Pays        | Athlète            | Marque       |
| ---- | ----------- | ------------------ | ------------ |
| 1    | Lituanie    | Mykolas Alekna     | 69,78 m (CR) |
| 2    | Slovénie    | Kristjan Čeh       | 68,28 m      |
| 3    | Royaume-Uni | Lawrence Okoye     | 67,14 m (SB) |
| 4    | Suède       | Simon Pettersson   | 67,12 m      |
| 5    | Suède       | Daniel Ståhl       | 66,39 m      |
| 6    | Lituanie    | Andrius Gudžius    | 65,40 m      |
| 7    | Roumanie    | Alin Firfirică     | 64,35 m      |
| 8    | Chypre      | Apóstolos Paréllis | 63,32 m      |

| Rang | Pays      | Athlète              | Marque       |
| ---- | --------- | -------------------- | ------------ |
| 1    | Croatie   | Sandra Perković      | 67,95 m      |
| 2    | Allemagne | Kristin Pudenz       | 67,87 m (PB) |
| 3    | Allemagne | Claudine Vita        | 65,20 m (SB) |
| 4    | Pays-Bas  | Jorinde van Klinken  | 64,43 m      |
| 5    | Portugal  | Liliana Cá           | 63,67 m      |
| 6    | Croatie   | Marija Tolj          | 63,37 m      |
| 7    | Allemagne | Shanice Craft        | 62,78 m      |
| 8    | France    | Mélina Robert-Michon | 60,60 m      |

### Lancer du marteau
| Rang | Pays            | Athlète                | Marque       |
| ---- | --------------- | ---------------------- | ------------ |
| 1    | Pologne         | Wojciech Nowicki       | 82,00 m (WL) |
| 2    | Hongrie         | Bence Halász           | 80,92 m (PB) |
| 3    | Norvège         | Eivind Henriksen       | 79,45 m      |
| 4    | Pologne         | Paweł Fajdek           | 79,15 m      |
| 5    | Ukraine         | Mykhaylo Kokhan        | 78,48 m      |
| 6    | Grèce           | Chrístos Frantzeskákis | 78,20 m (PB) |
| 7    | France          | Quentin Bigot          | 77,48 m      |
| 8    | Grande-Bretagne | Nick Miller            | 77,29 m (SB) |

| Rang | Pays        | Athlète              | Marque       |
| ---- | ----------- | -------------------- | ------------ |
| 1    | Roumanie    | Bianca Perie-Ghelber | 72,72 m      |
| 2    | Pologne     | Ewa Różańska         | 72,12 m (PB) |
| 3    | Italie      | Sara Fantini         | 71,58 m      |
| 4    | Azerbaïdjan | Hanna Skydan         | 70,88 m      |
| 5    | Finlande    | Silja Kosonen        | 69,45 m      |
| 6    | Ukraine     | Iryna Klymets        | 69,18 m      |
| 7    | Hongrie     | Réka Gyurátz         | 69,02 m      |
| 8    | Finlande    | Krista Tervo         | 67,85 m      |

### Lancer du javelot
| Rang | Pays      | Athlète             | Marque       |
| ---- | --------- | ------------------- | ------------ |
| 1    | Allemagne | Julian Weber        | 87,66 m      |
| 2    | Tchéquie  | Jakub Vadlejch      | 87,28 m      |
| 3    | Finlande  | Lassi Etelätalo     | 86,44 m (PB) |
| 4    | Tchéquie  | Vítězslav Veselý    | 84,36 m      |
| 5    | Finlande  | Toni Kuusela        | 80,20 m      |
| 6    | Lettonie  | Patriks Gailums     | 78,82 m      |
| 7    | Moldavie  | Andrian Mardare     | 77,49 m      |
| 8    | Lettonie  | Rolands Štrobinders | 77,10 m      |

| Rang | Pays     | Athlète           | Marque       |
| ---- | -------- | ----------------- | ------------ |
| 1    | Grèce    | Elína Tzéngko     | 65,81 m (PB) |
| 2    | Serbie   | Adriana Vilagoš   | 62,01 m      |
| 3    | Tchéquie | Barbora Špotáková | 60,68 m      |
| 4    | Hongrie  | Réka Szilágyi     | 60,57 m (SB) |
| 5    | Slovénie | Martina Ratej     | 59,36 m (SB) |
| 6    | Lituanie | Liveta Jasiūnaitė | 58,95 m      |
| 7    | Lettonie | Līna Mūze         | 58,11 m      |
| 8    | Tchéquie | Nikol Tabačková   | 57,93 m      |

### Décathlon/Heptathlon
| Rang | Pays      | Athlète         | Points         |
| ---- | --------- | --------------- | -------------- |
| 1    | Allemagne | Niklas Kaul     | 8 545 pts (SB) |
| 2    | Suisse    | Simon Ehammer   | 8 468 pts (NR) |
| 3    | Estonie   | Janek Õiglane   | 8 346 pts      |
| 4    | Suède     | Marcus Nilsson  | 8 327 pts (PB) |
| 5    | Estonie   | Maicel Uibo     | 8 234 pts      |
| 6    | Italie    | Dario Dester    | 8 218 pts (NR) |
| 7    | Norvège   | Sander Skotheim | 8 211 pts      |
| 8    | Allemagne | Kai Kazmirek    | 8 151 pts      |

| Rang | Pays            | Athlète          | Points         |
| ---- | --------------- | ---------------- | -------------- |
| 1    | Belgique        | Nafissatou Thiam | 6 628 pts      |
| 2    | Pologne         | Adrianna Sułek   | 6 532 pts      |
| 3    | Suisse          | Annik Kälin      | 6 515 pts (NR) |
| 4    | Belgique        | Noor Vidts       | 6 467 pts      |
| 5    | Hongrie         | Xénia Krizsán    | 6 372 pts (SB) |
| 6    | Allemagne       | Carolin Schäfer  | 6 223 pts (SB) |
| 7    | Grande-Bretagne | Jade O'Dowda     | 6 187 pts      |
| 8    | Suède           | Bianca Salming   | 6 185 pts (PB) |

## Tableau des médailles
- Pays organisateur (Allemagne)

| Rang | Nation      | Or | Argent | Bronze | Total |
| ---- | ----------- | -- | ------ | ------ | ----- |
| 1    | Allemagne   | 7  | 7      | 2      | 16    |
| 2    | Royaume-Uni | 6  | 6      | 8      | 20    |
| 3    | Espagne     | 4  | 3      | 3      | 10    |
| 4    | Grèce       | 4  | 1      | 0      | 5     |
| 5    | Pays-Bas    | 4  | 0      | 2      | 6     |
| 6    | Pologne     | 3  | 6      | 5      | 14    |
| 7    | Italie      | 3  | 2      | 6      | 11    |
| 8    | Norvège     | 3  | 1      | 2      | 6     |
| 9    | Ukraine     | 2  | 1      | 2      | 5     |
| 10   | Finlande    | 2  | 1      | 1      | 4     |
| 11   | Croatie     | 2  | 1      | 0      | 3     |
| 12   | Suisse      | 1  | 3      | 2      | 6     |
| 13   | Serbie      | 1  | 2      | 1      | 4     |
| 14   | Suède       | 1  | 2      | 0      | 3     |
| 15   | Israël      | 1  | 1      | 3      | 5     |
| 15   | Turquie     | 1  | 1      | 1      | 3     |
| 17   | Belgique    | 1  | 1      | 0      | 2     |
| 17   | Portugal    | 1  | 1      | 0      | 2     |
| 19   | Albanie     | 1  | 0      | 0      | 1     |
| 19   | Lituanie    | 1  | 0      | 0      | 1     |
| 19   | Roumanie    | 1  | 0      | 0      | 1     |
| 22   | France      | 0  | 4      | 5      | 9     |
| 23   | Hongrie     | 0  | 2      | 1      | 3     |
| 24   | Tchéquie    | 0  | 1      | 2      | 3     |
| 25   | Slovénie    | 0  | 1      | 1      | 2     |
| 25   | Irlande     | 0  | 1      | 1      | 2     |
| 27   | Monténégro  | 0  | 1      | 0      | 1     |
| 28   | Danemark    | 0  | 0      | 1      | 1     |
| 28   | Estonie     | 0  | 0      | 1      | 1     |
|      | TOTAL       | 50 | 50     | 50     | 150   |

## Tableau de classement des finalistes
Le classement est déterminé en fonction des points attribués à chaque finaliste (huit premières places). Huit points sont attribués à une 1re place, sept points à une 2e place, et ainsi de suite jusqu'à un point attribué à une 8e place
| Rang | Pays        | 1er | 1er | 2e | 2e  | 3e | 3e  | 4e | 4e   | 5e | 5e  | 6e | 6e  | 7e | 7e   | 8e | 8e  | Total |
| Rang | Pays        | Pl  | Pts | Pl | Pts | Pl | Pts | Pl | Pts  | Pl | Pts | Pl | Pts | Pl | Pts  | Pl | Pts | Total |
| ---- | ----------- | --- | --- | -- | --- | -- | --- | -- | ---- | -- | --- | -- | --- | -- | ---- | -- | --- | ----- |
| 1    | Royaume-Uni | 6   | 48  | 6  | 42  | 8  | 48  | 4  | 20   | 5  | 20  | 8  | 24  | 7  | 13   | 5  | 5   | 220   |
| 2    | Allemagne   | 7   | 56  | 7  | 49  | 2  | 12  | 4  | 20   | 7  | 28  | 6  | 18  | 3  | 6    | 8  | 8   | 197   |
| 3    | Italie      | 3   | 24  | 2  | 14  | 6  | 36  | 4  | 20   | 6  | 24  | 2  | 6   | 8  | 15,5 | 3  | 3   | 142,5 |
| 4    | Espagne     | 4   | 32  | 3  | 21  | 3  | 18  | 7  | 35   | 1  | 4   | 5  | 15  | 3  | 6    | 1  | 1   | 132   |
| 5    | Pologne     | 3   | 24  | 6  | 42  | 5  | 30  | 3  | 15   | 2  | 8   | 2  | 6   | 1  | 2    | 1  | 1   | 128   |
| 6    | France      |     | 0   | 4  | 28  | 5  | 30  | 3  | 15   | 4  | 16  | 4  | 12  | 4  | 8    | 6  | 6   | 115   |
| 7    | Pays-Bas    | 4   | 32  |    | 0   | 2  | 12  | 7  | 35   | 4  | 16  | 1  | 3   |    | 0    | 1  | 1   | 99    |
| 8    | Suisse      | 1   | 8   | 3  | 21  | 2  | 12  | 3  | 14,5 | 2  | 8   |    | 0   | 3  | 6    |    | 0   | 69,5  |
| 9    | Ukraine     | 2   | 16  | 1  | 7   | 2  | 12  | 3  | 15   | 2  | 8   | 1  | 3   | 1  | 2    | 1  | 1   | 64    |
| 10   | Suède       | 1   | 8   | 2  | 14  |    | 0   | 5  | 25   | 1  | 4   | 1  | 3   | 2  | 4    | 2  | 2   | 60    |
| 11   | Norvège     | 3   | 24  | 1  | 7   | 2  | 12  |    | 0    | 1  | 4   | 2  | 6   | 2  | 4    |    | 0   | 57    |
| 12   | Belgique    | 1   | 8   | 1  | 7   |    | 0   | 3  | 15   | 2  | 8   | 3  | 9   | 1  | 2    | 3  | 3   | 52    |
| 13   | Finlande    | 2   | 16  | 1  | 7   | 1  | 6   |    | 0    | 2  | 8   | 1  | 3   | 1  | 2    | 1  | 1   | 43    |
| 14   | Israël      | 1   | 8   | 1  | 7   | 3  | 18  |    | 0    | 1  | 4   |    | 0   | 2  | 4    | 2  | 2   | 43    |
| 15   | Grèce       | 4   | 32  | 1  | 7   |    | 0   |    | 0    |    | 0   | 1  | 3   |    | 0    |    | 0   | 42    |
| 16   | Irlande     |     | 0   | 1  | 7   | 1  | 6   |    | 0    | 3  | 12  | 3  | 9   | 1  | 2    | 2  | 2   | 38    |
| 17   | Tchéquie    |     | 0   | 1  | 7   | 2  | 12  | 1  | 5    |    | 0   | 2  | 6   | 3  | 6    | 1  | 1   | 37    |
| 18   | Serbie      | 1   | 8   | 2  | 14  | 1  | 6   |    | 0    |    | 0   |    | 0   | 1  | 2    | 1  | 1   | 31    |
| 19   | Hongrie     |     | 0   | 2  | 14  | 1  | 6   | 1  | 5    | 1  | 4   |    | 0   | 1  | 2    |    | 0   | 31    |
| 20   | Turquie     | 1   | 8   | 1  | 7   | 1  | 6   |    | 0    | 1  | 4   |    | 0   | 2  | 4    |    | 0   | 29    |
| 21   | Croatie     | 2   | 16  | 1  | 7   |    | 0   |    | 0    |    | 0   | 1  | 3   |    | 0    | 1  | 1   | 27    |
| 22   | Portugal    | 1   | 8   | 1  | 7   |    | 0   |    | 0    | 2  | 8   |    | 0   |    | 0    | 2  | 2   | 25    |
| 23   | Slovénie    |     | 0   | 1  | 7   | 1  | 6   |    | 0    | 1  | 4   |    | 0   | 1  | 1,5  |    | 0   | 18,5  |
| 24   | Lituanie    | 1   | 8   |    | 0   |    | 0   |    | 0    |    | 0   | 2  | 6   |    | 0    |    | 0   | 14    |
| 25   | Roumanie    | 1   | 8   |    | 0   |    | 0   |    | 0    |    | 0   | 1  | 3   | 1  | 2    | 1  | 1   | 14    |
| 26   | Danemark    |     | 0   |    | 0   | 1  | 6   | 1  | 4,5  |    | 0   | 1  | 3   |    | 0    |    | 0   | 13,5  |
| 27   | Estonie     |     | 0   |    | 0   | 1  | 6   |    | 0    | 1  | 4   | 1  | 3   |    | 0    |    | 0   | 13    |
| 28   | Slovaquie   |     | 0   |    | 0   |    | 0   | 1  | 5    |    | 0   | 1  | 3   | 1  | 2    |    | 0   | 10    |
| 29   | Albanie     | 1   | 8   |    | 0   |    | 0   |    | 0    |    | 0   |    | 0   |    | 0    |    | 0   | 8     |
| 30   | Monténégro  |     | 0   | 1  | 7   |    | 0   |    | 0    |    | 0   |    | 0   |    | 0    |    | 0   | 7     |
| 31   | Lettonie    |     | 0   |    | 0   |    | 0   |    | 0    |    | 0   | 1  | 3   | 1  | 2    | 1  | 1   | 6     |
| 32   | Azerbaïdjan |     | 0   |    | 0   |    | 0   | 1  | 5    |    | 0   |    | 0   |    | 0    |    | 0   | 5     |
| 33   | Moldavie    |     | 0   |    | 0   |    | 0   |    | 0    |    | 0   |    | 0   | 1  | 2    |    | 0   | 2     |
| 34   | Bulgarie    |     | 0   |    | 0   |    | 0   |    | 0    |    | 0   |    | 0   |    | 0    | 1  | 1   | 1     |
| 34   | Chypre      |     | 0   |    | 0   |    | 0   |    | 0    |    | 0   |    | 0   |    | 0    | 1  | 1   | 1     |

## Légende
Records et Performances
- AR : Record continental (area record)
- CR : Record des championnats (championship record)
- MR : Record du meeting (meet record)
- NR : Record national (national record)
- OR : Record olympique (olympic record)
- PR : Record paralympique (paralympic record)
- PB : Record personnel (personal best)
- SB : Meilleure performance personnelle de la saison (season's best)
- WL : Meilleure performance mondiale de l'année (world leader)
- WJR : Record du monde junior (world junior record)
- WR : Record du monde (world record)

Circonstances et Conditions
- DNF : N'a pas terminé (did not finish)
- DNS : N'a pas pris le départ (did not start)
- DQ : Disqualification (disqualification)
- NM : Aucun essai valable enregistré (No Mark)
- Q : Qualifié « directement » au prochain tour (ou à la prochaine compétition), lors d'une compétition majeure, grâce au classement ou à la réalisation des minima (automatic qualifier)
- q : Qualifié au prochain tour (ou à la prochaine compétition), lors d'une compétition majeure, grâce au repêchage ou à la réalisation de l'une des meilleures performances parmi celles des « non qualifiés directement » (grâce au meilleur temps ou à la meilleure distance par exemple) (secondary qualifier)